# دنیس بوتسکاریس
دنیس بوتسکاریس (به انگلیسی: Dennis Boutsikaris) (زاده ۲۱ دسامبر ۱۹۵۲) بازیگر آمریکایی است.
از فیلم‌های معروف او می‌توان به بازی در فیلم میراث بورن، بدون پسران زندگی معنا ندارد، تیم رویایی، داندی کروکودیل ۲، نجات پیکاسو، صخره‌های آزادی و آموزش چارلی بنکس اشاره کرد.